# Cleveland A. Newton

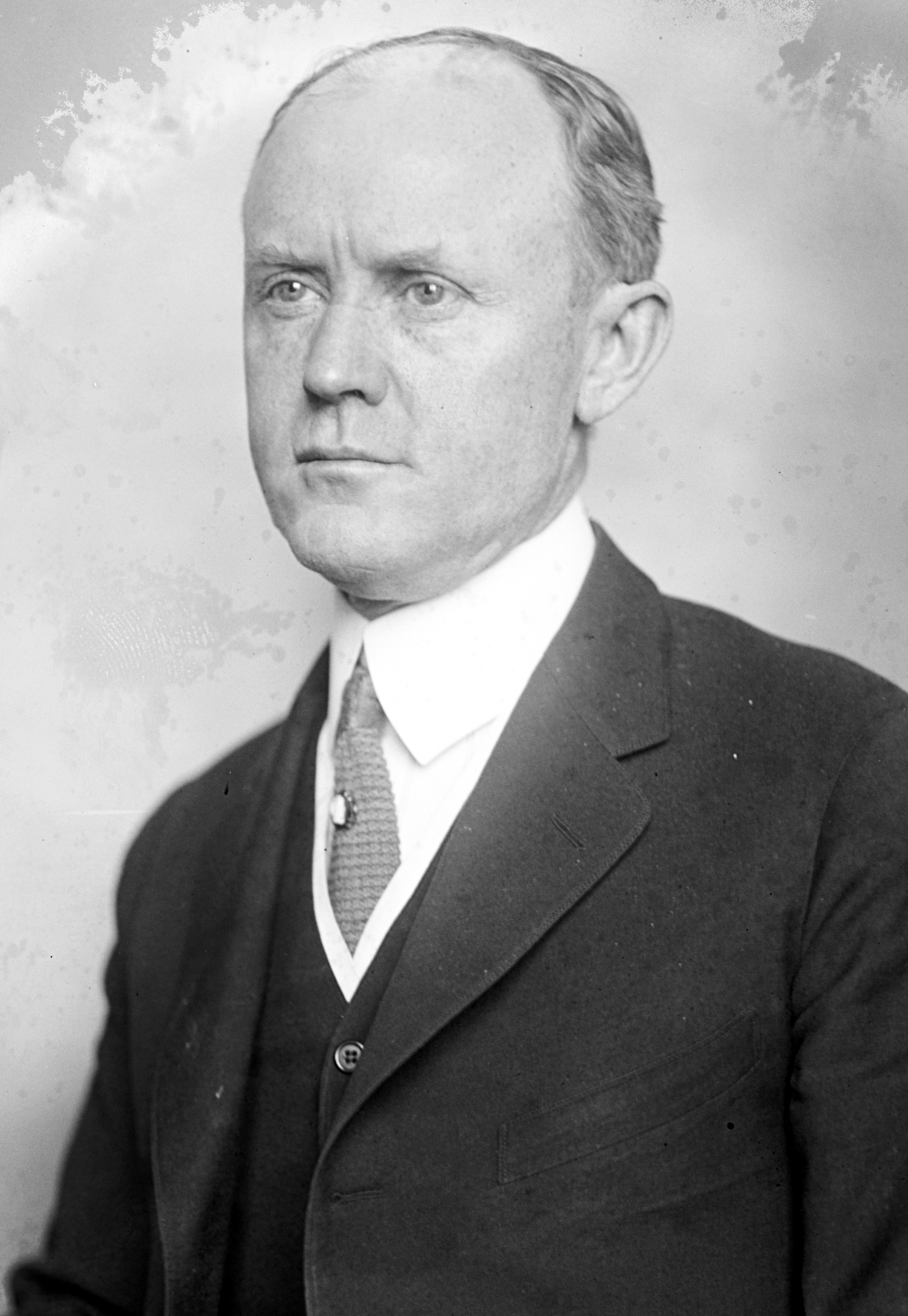
Cleveland A. Newton

Cleveland Alexander Newton (* 3. September 1873 im Wright County, Missouri; † 17. September 1945 in Washington, D.C.) war ein US-amerikanischer Politiker. Zwischen 1919 und 1927 vertrat er den Bundesstaat Missouri im US-Repräsentantenhaus.

## Werdegang
Cleveland Newton besuchte die öffentlichen Schulen seiner Heimat und das Drury College in Springfield. Nach einem anschließenden Jurastudium an der University of Missouri in Columbia und seiner 1902 erfolgten Zulassung als Rechtsanwalt begann er in Hartville in diesem Beruf zu arbeiten. Gleichzeitig schlug er als Mitglied der Republikanischen Partei eine politische Laufbahn ein. Zwischen 1902 und 1906 war er Abgeordneter im Repräsentantenhaus von Missouri. Zwischen 1905 und 1911 war er als stellvertretender Bundesstaatsanwalt in verschiedenen Bezirken seines Staates tätig. In den Jahren 1911 und 1912 arbeitete er als Special Assistant für das US-Justizministerium. Anschließend setzte er seine Tätigkeit als privater Rechtsanwalt fort.
Bei den Kongresswahlen des Jahres 1918 wurde Newton im zehnten Wahlbezirk von Missouri in das US-Repräsentantenhaus in Washington gewählt, wo er am 4. März 1919 die Nachfolge von Frederick Essen antrat. Nach drei Wiederwahlen konnte er bis zum 3. März 1927 vier Legislaturperioden im Kongress absolvieren. In den Jahren 1919 und 1920 wurden der 18. und der 19. Verfassungszusatz ratifiziert. Dabei ging es um das Verbot des Handels mit alkoholischen Getränken und die bundesweite Einführung des Frauenwahlrechts.
Im Jahr 1926 verzichtete Newton auf eine erneute Kongresskandidatur. Nach seinem Ausscheiden aus dem US-Repräsentantenhaus praktizierte er als Anwalt in St. Louis und Washington. Im Jahr 1934 strebte er erfolglos seine Rückkehr in den Kongress an. Von 1928 bis 1943 war Newton juristischer Berater der Mississippi Valley Association. Er starb am 17. September 1945 in der Bundeshauptstadt Washington und wurde in St. Louis beigesetzt.